# Bolleville (Sena Marítim)
Bolleville és un municipi francès situat al departament del Sena Marítim i a la regió de Normandia. L'any 2007 tenia 527 habitants.

## Demografia

### Població
El 2007 la població de fet de Bolleville era de 527 persones. Hi havia 192 famílies de les quals 40 eren unipersonals (20 homes vivint sols i 20 dones vivint soles), 64 parelles sense fills i 88 parelles amb fills.
La població ha evolucionat segons el següent gràfic:
Habitants censats

### Habitatges
El 2007 hi havia 206 habitatges, 196 eren l'habitatge principal de la família, 3 eren segones residències i 7 estaven desocupats. 199 eren cases i 6 eren apartaments. Dels 196 habitatges principals, 161 estaven ocupats pels seus propietaris, 33 estaven llogats i ocupats pels llogaters i 2 estaven cedits a títol gratuït; 1 tenia una cambra, 4 en tenien dues, 24 en tenien tres, 57 en tenien quatre i 110 en tenien cinc o més. 168 habitatges disposaven pel capbaix d'una plaça de pàrquing. A 85 habitatges hi havia un automòbil i a 98 n'hi havia dos o més.

### Piràmide de població
La piràmide de població per edats i sexe el 2009 era:
| Homes | Edats   | Dones |
| ----- | ------- | ----- |
| 0     | 95 o +  | 0     |
| 0     | 90 a 94 | 0     |
| 0     | 85 a 89 | 4     |
| 0     | 80 a 84 | 0     |
| 16    | 75 a 79 | 8     |
| 16    | 70 a 74 | 16    |
| 4     | 65 a 69 | 4     |
| 12    | 60 a 64 | 8     |
| 12    | 55 a 59 | 20    |
| 24    | 50 a 54 | 16    |
| 4     | 45 a 49 | 12    |
| 32    | 40 a 44 | 16    |
| 28    | 35 a 39 | 28    |
| 12    | 30 a 34 | 20    |
| 8     | 25 a 29 | 8     |
| 16    | 20 a 24 | 4     |
| 24    | 15 a 19 | 28    |
| 20    | 10 a 14 | 24    |
| 24    | 5 a 9   | 20    |
| 16    | 0 a 4   | 8     |

## Economia
El 2007 la població en edat de treballar era de 350 persones, 266 eren actives i 84 eren inactives. De les 266 persones actives 247 estaven ocupades (145 homes i 102 dones) i 19 estaven aturades (5 homes i 14 dones). De les 84 persones inactives 26 estaven jubilades, 25 estaven estudiant i 33 estaven classificades com a «altres inactius».

### Ingressos
El 2009 a Bolleville hi havia 199 unitats fiscals que integraven 536 persones, la mediana anual d'ingressos fiscals per persona era de 18.319 €.

### Activitats econòmiques
Dels 16 establiments que hi havia el 2007, 1 era d'una empresa de fabricació d'altres productes industrials, 4 d'empreses de construcció, 3 d'empreses de comerç i reparació d'automòbils, 1 d'una empresa de transport, 1 d'una empresa d'hostatgeria i restauració, 1 d'una empresa financera, 1 d'una empresa immobiliària, 2 d'empreses de serveis i 2 d'empreses classificades com a «altres activitats de serveis».
Dels 8 establiments de servei als particulars que hi havia el 2009, 2 eren tallers de reparació d'automòbils i de material agrícola, 2 paletes, 1 fusteria, 2 perruqueries i 1 restaurant.
L'any 2000 a Bolleville hi havia 18 explotacions agrícoles que ocupaven un total de 714 hectàrees.

## Equipaments sanitaris i escolars
El 2009 hi havia una escola elemental integrada dins d'un grup escolar amb les comunes properes formant una escola dispersa.

## Poblacions més properes
El següent diagrama mostra les poblacions més properes.